# Günther Schubert (Fußballspieler)
Günther Schubert (* 11. Januar 1955 in Velbert; † 2. Juni 2002) war ein deutscher Fußballtorwart.

## Leben
Schubert besuchte gemeinsam mit Hans-Günter Bruns das Jugendinternat des FC Schalke 04. In der Saison 1976/77 gehörte er zum Bundesligakader der Knappen, kam jedoch hinter Stammtorhüter Enver Marić, der damaligen „Nummer eins“ der jugoslawischen Nationalmannschaft, kaum zum Zuge. Im September 1976 kam er lediglich einmal im UEFA-Pokal und in drei Spielen in der Liga zum Einsatz. 
Nachdem Marić beim Spiel in Frankfurt am 3. September 1976 sechsmal hatte hinter sich greifen müssen, gab Trainer Friedel Rausch fünf Tage später dem jungen Ersatzkeeper im UEFA-Pokal-Hinspiel gegen den FC Porto eine Chance, die er beim 2:2 in Lissabon nutzen konnte. Am folgenden Samstag gab er im Bundesligaspiel gegen Fortuna Düsseldorf sein Ligadebüt. Sein drittes und letztes Spiel in der deutschen Eliteklasse machte er vierzehn Tage später, am 25. September 1976, gegen Tennis Borussia Berlin. Beim 5:4 im Parkstadion brachte er sein Team nach einer 3:0-Führung durch einige Patzer noch an den Rand einer Niederlage. Den Rest der Saison, in der Schalke Vizemeister wurde, stand Enver Marić zwischen den Pfosten.
Zur folgenden Saison wechselte Schubert zum Aufsteiger 1. FC Bocholt in die 2. Bundesliga Nord. Hier wurde er Stammkeeper und stand in 30 der 38 Saisonspiele im Tor, konnte jedoch den direkten Wiederabstieg nicht verhindern. Er blieb in der Oberliga Nordrhein noch zwei Jahre bei den Westmünsterländern; nach dem erneuten Aufstieg 1980 wechselte er nach Belgien, wo er bei einigen kleineren Vereinen spielte und zweimal Torwart des Jahres wurde. Später war er einige Male in der Schalker Traditionsmannschaft aktiv. 
Günther Schubert starb mit 47 Jahren an einem Herzinfarkt.